# Shangrao
För andra betydelser, se Shangrao (olika betydelser).
Shangrao, tidigare känd som Jaochow eller Shangrao, är en stad på prefekturnivå i Jiangxi-provinsen i sydöstra Kina. Den ligger omkring 150 kilometer öster om provinshuvudstaden Nanchang. Orten är bland annat känd för Sanqingshans nationalpark, som är belägen på landsbygden utanför staden.

## Administrativ indelning
Den egentliga staden Shangrao utgörs av stadsdistriktet Xinzhou, resten av prefekturens yta består av en satellitstad på häradsnivå och av landsbygd som är indelad i tio härad.
| Svenska                 | Förenklad kinesiska | Traditionell | Pinyin         | Yta   | Befolkning | Täthet |
| ----------------------- | ------------------- | ------------ | -------------- | ----- | ---------- | ------ |
| Stadsdistriktet Xinzhou | 信州区              | 信州區       | Xìnzhōu qū     | 339   | 416 219    | 1 228  |
| Staden Dexing           | 德兴市              | 德興市       | Déxīng shì     | 2 101 | 293 202    | 140    |
| Häradet Shangrao        | 上饶县              | 上饒縣       | Shàngráo xiàn  | 2 240 | 700 266    | 313    |
| Häradet Guangfeng       | 广丰县              | 廣豐縣       | Guǎngfēng xiàn | 1 378 | 752 939    | 546    |
| Häradet Yushan          | 玉山县              | 玉山縣       | Yùshān xiàn    | 1 728 | 574 363    | 332    |
| Häradet Yanshan         | 铅山县              | 鉛山縣       | Yánshān xiàn   | 2 178 | 427 000    | 196    |
| Häradet Hengfeng        | 横峰县              | 橫峰縣       | Héngfēng xiàn  | 655   | 184 870    | 282    |
| Häradet Yiyang          | 弋阳县              | 弋陽縣       | Yìyáng xiàn    | 1 593 | 353 378    | 222    |
| Häradet Yugan           | 余干县              | 餘干縣       | Yúgān xiàn     | 2 331 | 887 603    | 381    |
| Häradet Poyang          | 鄱阳县              | 鄱陽縣       | Póyáng xiàn    | 4 215 | 1 296 756  | 308    |
| Häradet Wannian         | 万年县              | 萬年縣       | Wànnián xiàn   | 1 141 | 359 098    | 315    |
| Häradet Wuyuan          | 婺源县              | 婺源縣       | Wùyuán xiàn    | 2 948 | 334 020    | 332    |

## Klimat
Genomsnittlig årsnederbörd är 2 757 millimeter. Den regnigaste månaden är juni, med i genomsnitt 493 mm nederbörd, och den torraste är oktober, med 41 mm nederbörd.